# 266711 Tuttlingen
266711 Tuttlingen este un asteroid din centura principală de asteroizi.

## Descriere
266711 Tuttlingen este un asteroid din centura principală de asteroizi. A fost descoperit pe 30 august 2009 la Taunus de Rainer Kling și Ute Zimmer. Asteroidul prezintă o orbită caracterizată de o semiaxă mare de 2,54 ua, o excentricitate de 0,17 și o înclinație de 7,9° în raport cu ecliptica.